# دونالد فينلايسون
دونالد فينلايسون هو سياسي كندي، ولد في 9 أغسطس 1854، وتوفي في 30 سبتمبر 1934. انتخب عضو المجلس التشريعي في ساسكاتشوان ‏.